# Neotropical Entomology
Neotropical Entomology – brazylijskie, recenzowane czasopismo naukowe publikujące w dziedzinie entomologii i akarologii.
Czasopismo to wydawane jest przez Springer New York i stanowi oficjalne pismo Brazilian Entomological Society. Ukazuje się od 1972 roku. Początkowo nosiło nazwę Anais da Sociedade Entomológica do Brasil. Wychodzi sześć razy do roku. Publikuje artykułu dotyczące ekologii, etologii, bionomii, morfologii, fizjologii i systematyki owadów i roztoczy, a także biologicznej kontroli szkodników należących do tych grup oraz entomologi i akarologii medycznej i weterynaryjnej. Szczególny nacisk położony jest na faunę krainy neotropikalnej.
W 2017 roku jego wskaźnik cytowań wynosił według Journal Citation Reports 0,886, a według Scimago Journal & Country Rank wyniósł 0,437 co dawało mu 62. miejsce wśród czasopism poświęconych naukom o owadach.